# 褐斑副䲁
褐斑副䲁（學名：Parablennius postoculomaculatus），為輻鰭魚綱鳚形目䲁科副䲁屬的一種，分布於東印度洋西澳大利亞海域，深度1至12公尺，本魚體延長略側扁，頭部短鈍，眼上方有分支觸鬚，體灰綠色至淺橙色，身上有許多深色斑點，這些斑點有時聚集成馬鞍狀、橢圓形或圓形的斑塊，中間點綴著磚紅色斑點，眼睛後面有一個大的淺邊緣棕色斑點，頭部和胸鰭基部有紅褐色斑點，雄魚第一和第二背鰭棘之間的鰭膜上有一個黑斑，背鰭硬棘12枚、背鰭軟條15-17枚、臀鰭硬棘2枚、臀鰭軟條16-18枚，體長可達6公分，棲息在沿海淺水域，雌魚產附著性卵，雄魚有護卵行為，幼魚為浮游性，生活習性不明。